# 安巴圖布埃尼
16°27′16″S 46°42′58″E / 16.45444°S 46.71611°E

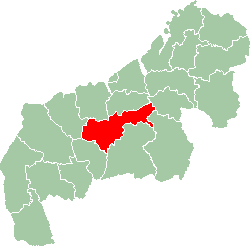

安巴圖布埃尼，是馬達加斯加的城鎮，位於該國西北部，由博愛尼區負責管轄，是安巴圖布埃尼區的首府，海拔高度36米，每年平均降雨量1,768毫米，2005年人口21,054。